# 杉本甫
杉本 甫（すぎもと はじめ、1910年8月8日 - 没年不詳）は、日本の実業家で、市川毛織（現・イチカワ）顧問。東京府（現・東京都）出身。

## 略歴
- 1927年：旧制東京府立一中4年修了。
- 1930年：旧制一高卒業。
- 1933年：東京帝国大学法学部法律学科を卒業[1]、日本勧業銀行に入行[1]。
- 1942年：大蔵省に転じ以降銀行検査官、庶民金庫・商工組合中央金庫各監理官、財務局理財部長等を歴任。
- 1948年5月：勧銀に復帰し以降考査役、庶務課長、八重洲口支店長、検査部長、参与等を歴任。
- 1963年5月：市川毛織に取締役として入社。
- 1971年：常務に就任。
- 1977年6月：専務に就任。
- 1981年6月：顧問に就任。

## 家族・親族
杉本甫は岩崎康弥・とし夫妻の三女・和歌子と結婚して長女をもうけた。和歌子の父・康弥は三菱財閥の創始者・岩崎弥太郎の三男、母・としは慶應義塾医学所初代校長・松山棟庵の四女。和歌子との結婚により杉本家は三菱の創業者一族・岩崎家と姻戚関係で結ばれることになった。和歌子の死後、現夫人と再婚し、インテリアデザイナーの次女（現夫人にとっては長女）をもうけた。甫の義弟に勝田正之がおり（勝田の妻は岩崎康弥・とし夫妻の四女で和歌子の妹・寿々子）、地球科学者の岩崎泰頴は和歌子の甥にあたる。また岩崎泰頴の妹、すなわち和歌子の姪にあたる由利子は泰頴の大学院の先輩で泰頴と同じく地球科学者の鎮西清高に嫁いだ（泰頴・由利子兄妹の父・岩崎精一郎は岩崎康弥・とし夫妻の長男で和歌子・寿々子の長兄）。
杉本甫の姉・俊子は司法大臣・鉄道大臣等を歴任した政治家・小川平吉の長男・一平と結婚した。総務省参与で元衆議院議員の小川元は一平・俊子夫妻の長男。小川一平の次姉・ことは立憲政友会所属の代議士・宮澤裕に、三姉・ていは元警視総監・斎藤樹に嫁いだ。元内閣総理大臣の宮澤喜一は裕・こと夫妻の長男で、小川一平の甥にあたる。杉本家は小川家を通じて宮澤家や斎藤家とも姻戚関係で結ばれており、宮澤家から繋がる係累には岸田文雄がいる。
また、岩崎家からの係累からは加藤高明・加藤厚太郎・木内重四郎・幣原喜重郎・上野季三郎・團琢磨・團伊能・團伊玖磨・佐々木高行・佐々木行忠・石橋正二郎・石橋幹一郎・鳩山一郎・鳩山秀夫・鳩山威一郎・鳩山由紀夫・鳩山邦夫・石井光次郎・石井公一郎・美濃部達吉・美濃部亮吉などとそれぞれ姻戚関係にある。